# Samengestelde interest

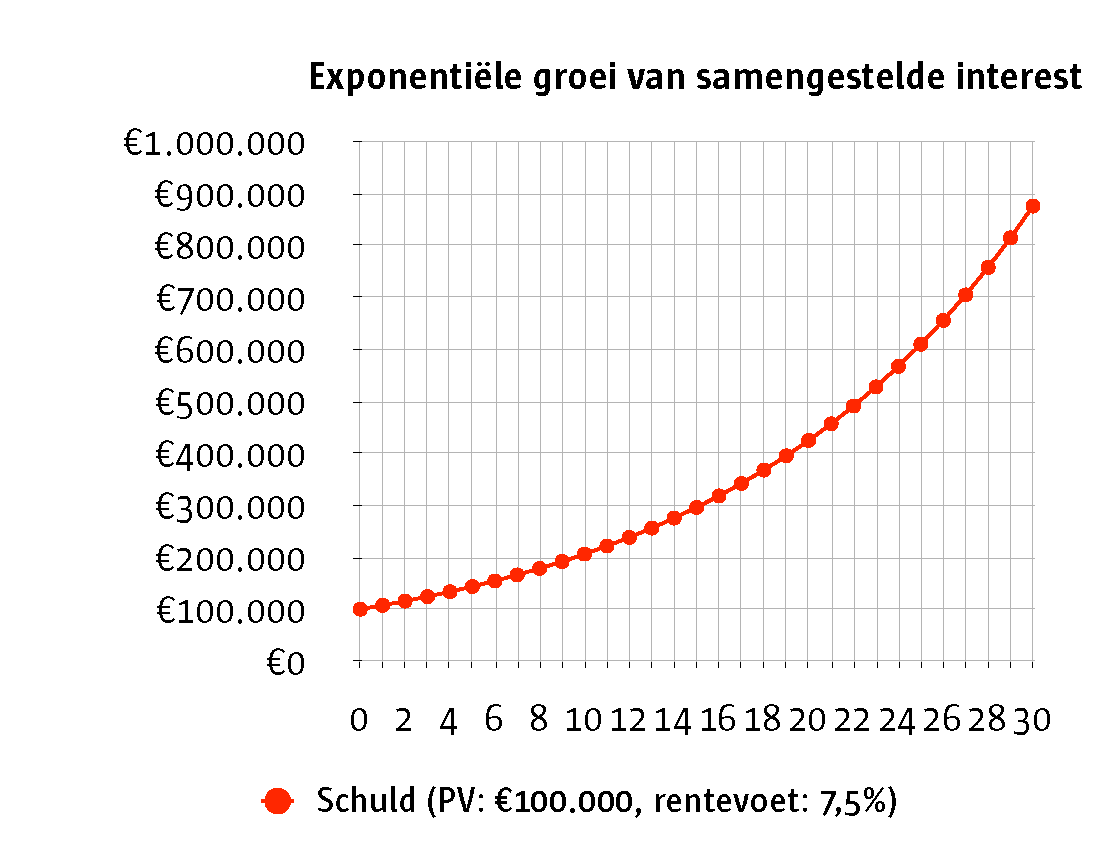

Samengestelde interest, ook rente op rente genoemd, houdt in dat over de rente die op een kapitaal wordt gekweekt, dan wel over een lening verschuldigd is, maar die niet wordt opgenomen of afgelost, ook weer rente wordt betaald. Het tegendeel is 'enkelvoudige interest', die alleen over het oorspronkelijke kapitaal/de hoofdsom van de lening wordt berekend.
Bij enkelvoudige interest groeit het kapitaal/de lening lineair. Als na een vaste periode de rente steeds bij de hoofdsom wordt gevoegd, waardoor de rente vervolgens ook weer rente oplevert, spreekt men van samengestelde interest. De achtereenvolgende hoofdsommen vormen dan bij een gelijkblijvende rentevoet een stijgende meetkundige reeks (exponentiële groei).
{\displaystyle \mathrm {EW} =\mathrm {CW} (1+i)^{n}}
Hierin is:
- {\displaystyle \mathrm {CW} }, de contante waarde of de waarde in het begin van de periode
- {\displaystyle \mathrm {EW} }, de eindwaarde of de waarde na verloop van tijd
- {\displaystyle n} het aantal perioden
- {\displaystyle i} de rentevoet per periode, als breuk, dat is het rentepercentage gedeeld door 100

Voor een deel van een periode, bijvoorbeeld de laatste halve periode als het geld na 2,5 perioden wordt opgenomen, wordt de rente vaak lineair berekend. Toch wordt bij de berekening van een contante waarde, een effectief rendement en een effectieve rente de formule ook voor niet-gehele {\displaystyle n} gebruikt. De periode is dan meestal een jaar, en in plaats van de variabele {\displaystyle n} wordt dan vaak de variabele {\displaystyle t} gebruikt: {\displaystyle \mathrm {EW} =\mathrm {CW} (1+i)^{t}}, de hoofdsom is dan dus een exponentiële functie van de tijd. Dit komt neer op 'continue rentebijschrijving': de rente wordt continu bijgeschreven bij de hoofdsom. Daarbij is de instantane relatieve groeisnelheid (rente per tijdseenheid, gedeeld door de instantane hoofdsom) constant. Bij een rentevoet van bijvoorbeeld 4% per jaar wordt de functiewaarde per jaar 4% hoger. De instantane groeisnelheid is de afgeleide van de functie naar de tijd. De instantane 'relatieve' groeisnelheid is {\displaystyle \ln(1+i)}. Dit is iets minder dan {\displaystyle i}, behalve voor {\displaystyle i=0}, dan zijn beide nul.

## Geschiedenis
Een van de oudste berekeningen van een schuld met samengestelde interest komt voor in een inscriptie uit 2402 v.Chr., waarin de koning van Lagasj de achterstallige huur met rente berekent over een stuk land waarop hij aanspraak maakt, maar dat door buurstaat Umma wordt bezet. Ook in hindoeïstische wetboeken uit de periode die samenvalt met de vroege middeleeuwen blijkt het principe bekend; latere geschriften uit India geven blijk van boekhoudkundige methoden om samengestelde interest en gedeeltelijke afbetaling te combineren. Zowel in India als later in China werd het potentieel ontwrichtende effect op schuldenaars erkend en werden rentebedragen wettelijk gemaximeerd op de hoofdsom van de lening. Albert Einstein noemde samengestelde rente het achtste wereldwonder.

## Berekening

### 72-regel
Een handig hulpmiddel om het effect van de samengestelde interest te schatten, is de 72-regel, die aangeeft hoe lang het duurt voordat een bedrag verdubbelt:
rentepercentage per periode {\displaystyle \times } aantal perioden = 72
Het getal 72 is ook handig omdat het eenvoudig deelbaar is: als de effectieve jaarrente 4% bedraagt, duurt het ongeveer 18 jaar voordat een bedrag verdubbeld is; bij 6% duurt dit circa 12 jaar. Een ander getal dan 72 kan een betere benadering geven, afhankelijk van de rente per periode:
- tot 0,5%: 69
- van 0,5% tot 3,5%: 70
- van 3,5% tot 6,5%: 71

Zie ook bankenformule.

### Exacte berekening
Bij pensioenstortingen is met een rekenmachine snel het rendement te berekenen. Bij een eenmalige storting is na 40 jaar bij een rendement van 8% het kapitaal met een factor 24,5 toegenomen. Bij een rendement van 4% is het slechts een factor 4,9.
Pensioenopbouw is een schoolvoorbeeld van de doorwerking van samengesteld interest.

### Schadeberekeningen
De manier waarop vertragingsrente wordt berekend over zogenaamde vertragingsschade (meestal rente berekend voor te late betaling) is wettelijk of contractueel bepaald. In Nederland wordt vertragingsrente in principe samengesteld berekend, in België wordt enkelvoudige rente gehanteerd. In beide gevallen wordt gebruikgemaakt van een wettelijk tarief, waarvan eveneens per contract kan worden afgeweken.

## Websites
- Samengestelde rente bereken - Calculator